# Not Ready to Die
Not Ready to Die è un singolo del gruppo musicale statunitense Avenged Sevenfold, pubblicato il 2 maggio 2011 come unico estratto dalla colonna sonora del videogioco Call of Duty: Black Ops.

## Descrizione
Registrato nell'aprile del 2010, il brano è il primo pubblicato dal gruppo con il batterista Arin Ilejay, entrato a far parte del gruppo in seguito alla morte di The Rev avvenuta nel dicembre 2009. In un'intervista, M. Shadows ha dichiarato che la canzone è ispirata al gioco, di cui lui è un grande fan.
Il testo del brano parla di disprezzo, del potere e della sopravvivenza, tematiche ricorrenti nel videogioco. Not Ready to Die ha segnato inoltre un ritorno alle origini del gruppo, avendo un suono più incline alle sonorità tipiche del metalcore, tra cui l'uso dello scream.

## Tracce
1. Not Ready to Die (from Call of the Dead) – 7:05

## Formazione
- M. Shadows – voce, tastiera
- Synyster Gates – chitarra, cori
- Zacky Vengeance – chitarra
- Johnny Christ – basso, cori
- Arin Ilejay – batteria

## Classifiche
| Classifica (2011)          | Posizione massima |
| -------------------------- | ----------------- |
| Regno Unito                | 126               |
| Regno Unito (rock & metal) | 1                 |
| Stati Uniti                | 70                |